# Folke Rogard
Bror Axel Folke Per Rogard (6. juli 1899 i Stockholm – 11. juni 1973) var en svensk advokat, skakspiller og skakfunktionær. Han blev verdensskakforbundet FIDEs anden præsident, da han afløste Alexander Rueb i 1949. Folke Rogard var desuden formand for det svenske skakforbund, Sveriges Schackförbund 1947 – 1964.
For Folke Rogard udviklede engagementet i FIDE sig til at handle om mere end skak: "Det er ikke længere på grund af skakfanatisme, at jeg viser så meget interesse for spillet, men snarere fordi jeg ser og vil udnytte disse internationale muligheder for forbrødring," sagde han i et interview i 1959.
Privat blev Folke Rogard i 1944 gift med den svenske skuespiller Viveca Lindfors, som han fik datteren Lena Tabori med. De blev skilt nogle få år senere.
Folke Rogard er begravet på kirkegården i Barsebäck, Sverige.